# Billy Strayhorn

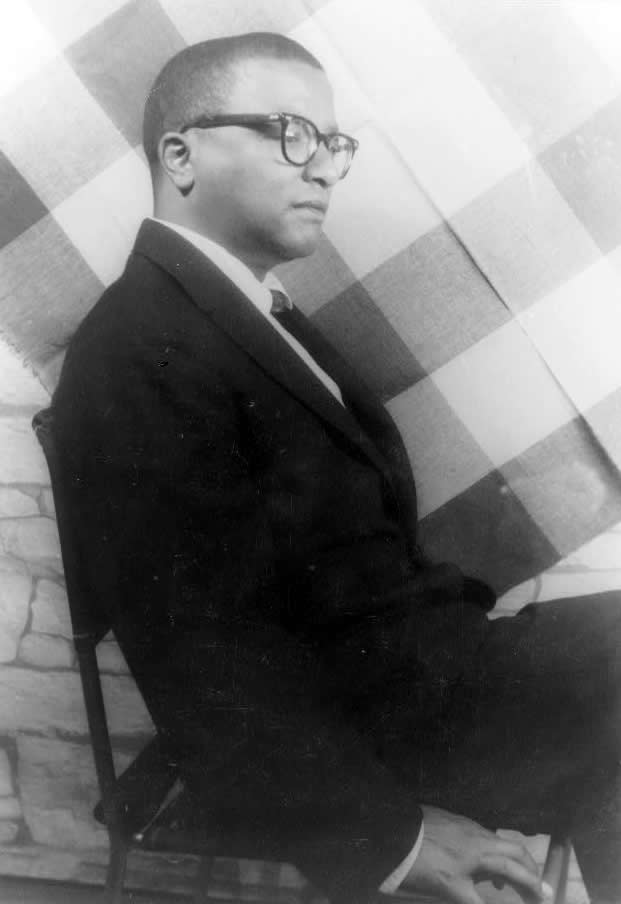
Billy Strayhorn, fotografiert von Carl van Vechten am 14. August 1958

William „Billy“ Strayhorn (* 29. November 1915 in Dayton, Ohio; † 31. Mai 1967 in New York City, New York) war ein US-amerikanischer Jazzmusiker.

## Leben und Wirken
Billy Strayhorn wirkte seit 1939 bis zu seinem Tode als Mitglied, Arrangeur und Komponist in Duke Ellingtons Orchester. Strayhorn hatte eine klassische Ausbildung während der Grade- und High-Schoolzeit, galt als Wunderkind und spielte Klavier, das er sich mit Gelegenheitsjobs selbst finanzierte. Er schrieb während der Schulzeit erfolglos ein Musical und wandte sich mehr dem Jazz zu, nachdem er Art Tatum und Teddy Wilson gehört hatte. Er bereicherte den Jazz um Instrumentalarrangements, wie sie in ihrer Raffinesse bis dahin im Jazz nur selten zu finden waren. Damit gilt er als einer der bedeutendsten Arrangeure des Jazz. Erst spät wurde bekannt, dass sein Anteil an Ellingtons Musik weitreichender und komplexer war als ursprünglich angenommen.
Strayhorn spielte mit seiner Combo Mad Hatters Gigs rund um Pittsburgh, wo ihn Ellington hörte und von der Stelle weg engagierte mit dem Hinweis, er habe keinen bestimmten Posten für ihn, er solle machen, was ihm beliebe.
Ellington und Strayhorn verband eine lebenslange innige Freundschaft. Gelegentlich übernahm Strayhorn bei Schallplattenaufnahmen sogar Ellingtons Part des Pianisten. Berühmt sind auch die Duette Strayhorns und Ellingtons am Piano (z.B. Tonk).
Bei mehreren Gelegenheiten wurde Strayhorn als Koautor mit Ellington/Strahorn eingetragen („Day Dream,“ „Something to Live For“) andererseits wurde deren Zusammenarbeit auch nur unter Ellingtons Namen vermerkt („Satin Doll,“ „Sugar Hill Penthouse,“ „C-Jam Blues“) und Strayhorns Kompositionen wurden unter Ellingtons Namen oder überhaupt nicht mit Copyright eingetragen. Bei Ellingtons Suiten ist er vermerkt.
Strayhorn war für den Sound des Ellington-Orchesters prägend. So stammen Komposition, Text und Arrangement des bekanntesten Stücks und der Erkennungsmelodie des Orchesters Take the “A” Train von Strayhorn und nicht – wie oft fälschlicherweise angenommen – von Ellington. Gelegentlich war er auch als Pianist bei Ellington zu hören (Blues in Orbit) und veröffentlichte mehrere Schallplatten unter eigenem Namen.
Strayhorn ist bekannt für seine Klassiker „Chelsea Bridge,“ „Lotus Blossom,“ „Lush Life,“ „Rain Check,“ „A Flower Is a Lovesome Thing,“ „Snibor,“ und „Mid-Riff.“ Und obwohl diese auf Ellingtons Musiksprache zugeschnitten sind, haben Strayhorns Stücke oft eine eigene bittersüße Note. Seine größeren Werke haben eine klassisch geprägte Form, die sich von der Ellingtons deutlich unterscheidet.
Am 31. Mai 1967 starb Strayhorn an Speiseröhrenkrebs. Unmittelbar nach seinem Tod nahm das Duke Ellington Orchestra das Tributalbum ...And His Mother Called Him Bill auf. Es enthält Strayhorns letzte Komposition Blood Count in der bewegenden Interpretation durch Johnny Hodges. Nur wenig bekannt ist, dass Billy Strayhorn offen homosexuell war, zu einer Zeit, da dies eine strafbare Tatsache war. Allerdings trat er – in einer intoleranten Zeit und Umgebung – persönlich kaum ins Rampenlicht, sondern blieb meist im Schatten Duke Ellingtons. Diesen Zustand empfand er teils als zufriedenstellend, teils als frustrierend, und seine Homosexualität bedeutete zusätzlichen Stress. 1968, ein Jahr nach seinem Tod, wurde Billy Strayhorn von der National Academy of Recording Arts and Sciences (NARAS) mit dem Grammy Trustees Award für seine Leistungen für die Musik ausgezeichnet.